# Sphodromantis gastrica
Sphodromantis gastrica es una especie de mantis de la familia Mantidae.

## Distribución geográfica
Se encuentra en Etiopía, Mozambique, Namibia, Zanzíbar, Somalia, Uganda, Zimbabue. La Provincia del Cabo, Natal y Transvaal en (Sudáfrica).